# IJzertijdboerderij

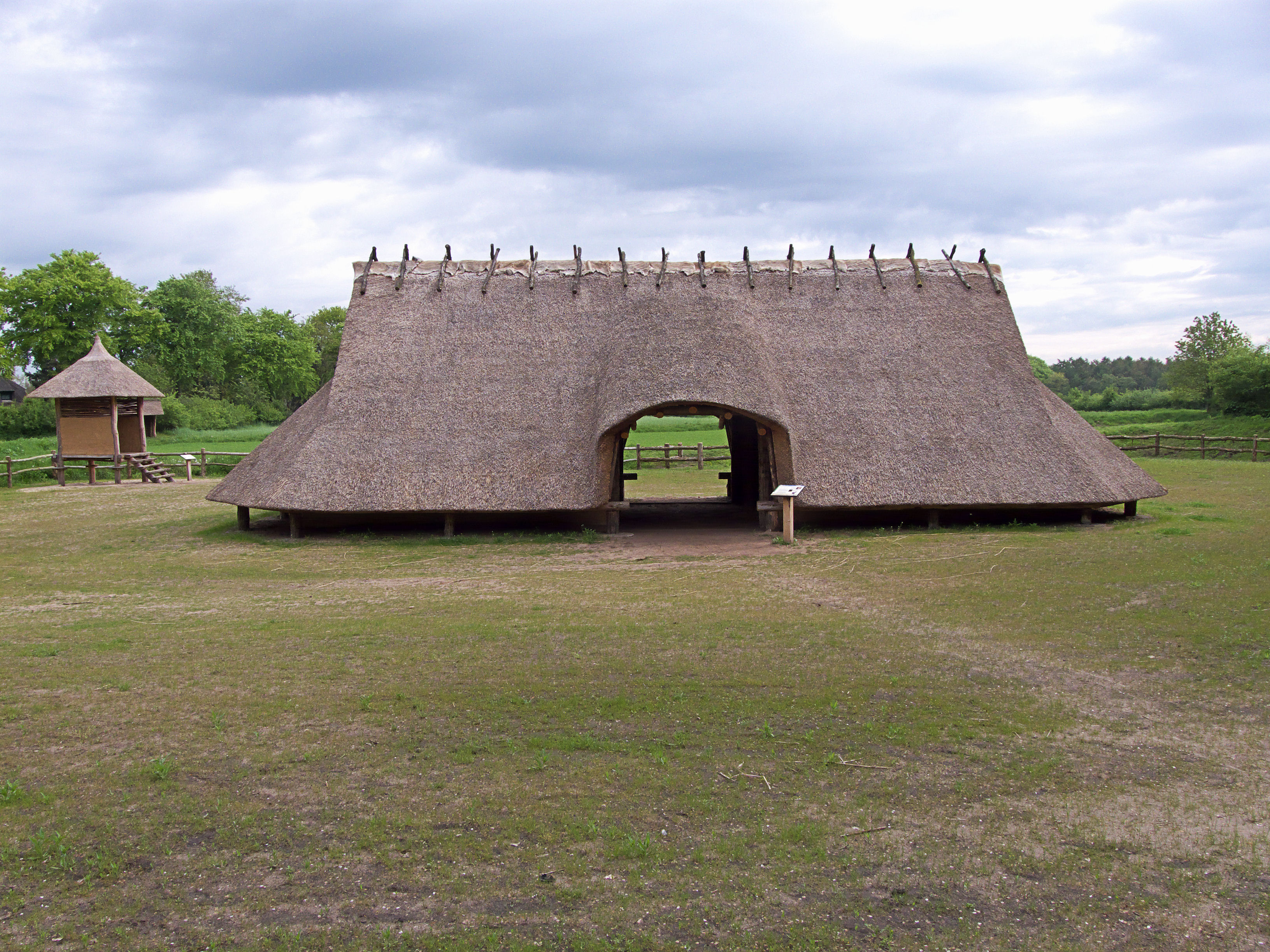
IJzertijdboerderij naast het Wekeromse zand

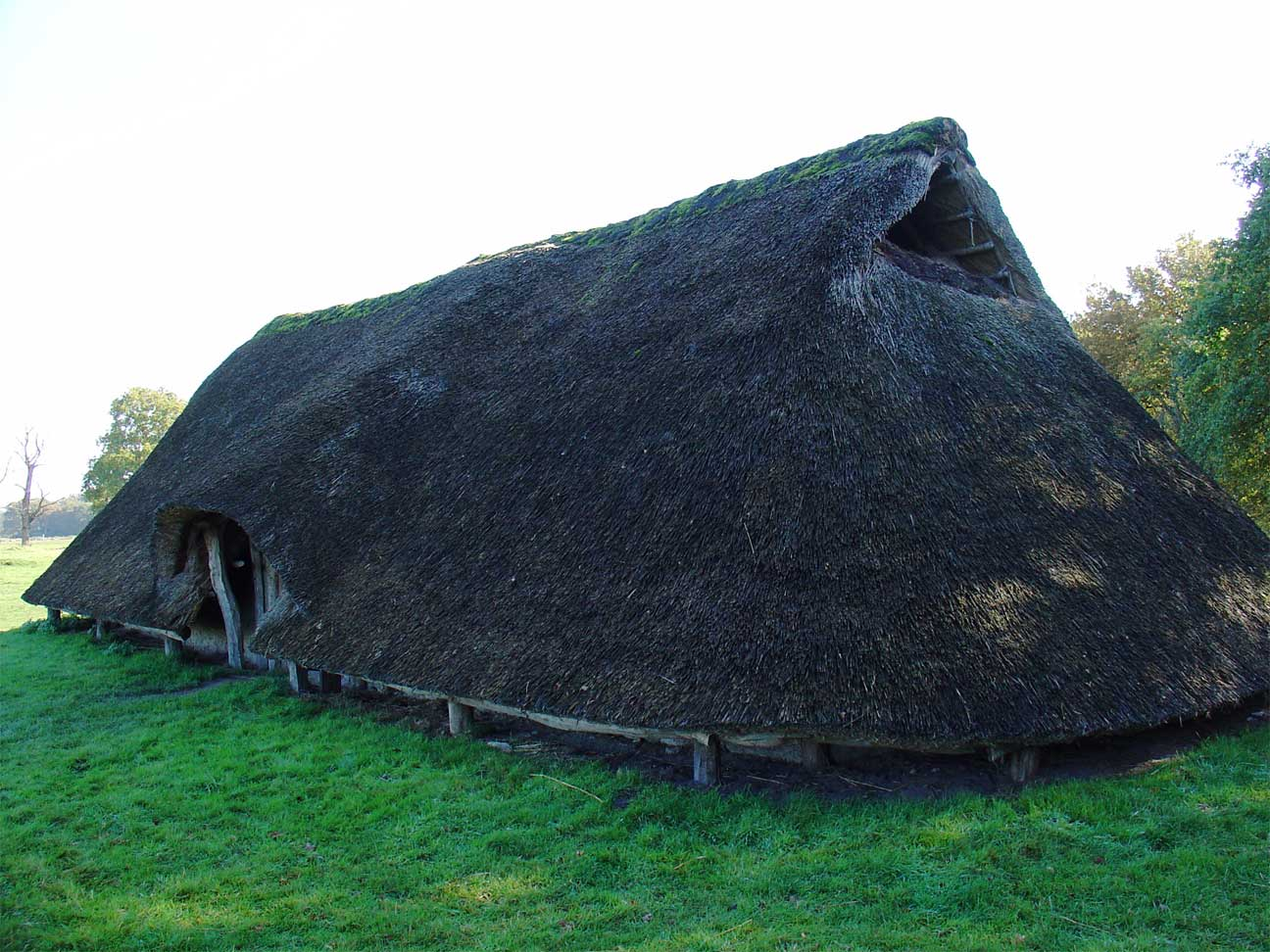
IJzertijdboerderij in het Reijntjesveld

De ijzertijdboerderijen zijn reconstructies van boerderijen uit de ijzertijd.
Een boerderij bestond uit een woon- en een stalgedeelte. We spreken daarom ook wel over een woonstalhuis. De wanden bestonden uit hout, vlechtwerk, plaggen of stro met leem. Het dak was van stro, riet, heide of hout. Er werden koeien, maar ook varkens, schapen, geiten en later ook paarden gehouden.

## Engeland
In Windmill Hill in het Engelse Hampshire werd een ijzertijdboerderij gereconstrueerd op de Butser Ancient Farm.

## Nederland
In Nederland hebben verschillende boerderijen gestaan die stammen uit de Nederlandse ijzertijd. Op drie plaatsen in Nederland zijn boerderijen uit deze periode gereconstrueerd:
- De ijzertijdboerderij met spieker bij Orvelte in Drenthe
- De ijzertijdboerderij met spieker bij Wekerom in Gelderland
- De ijzertijdboerderij met spieker in Dongen in Noord-Brabant die door de Stichting IJzertijdboerderij Dongen wordt beheerd.

## Foto's Wekeromse zand

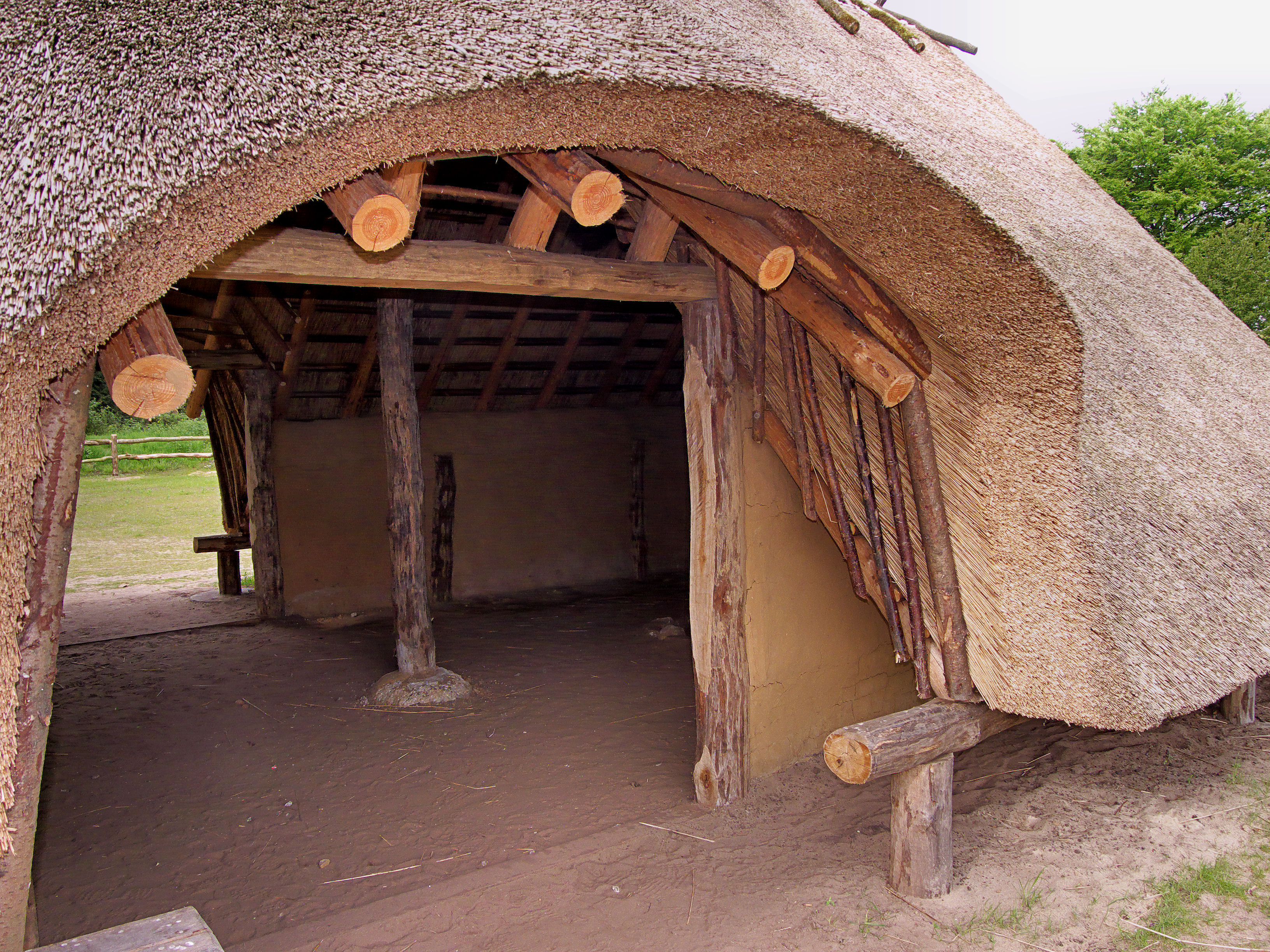
Ingang
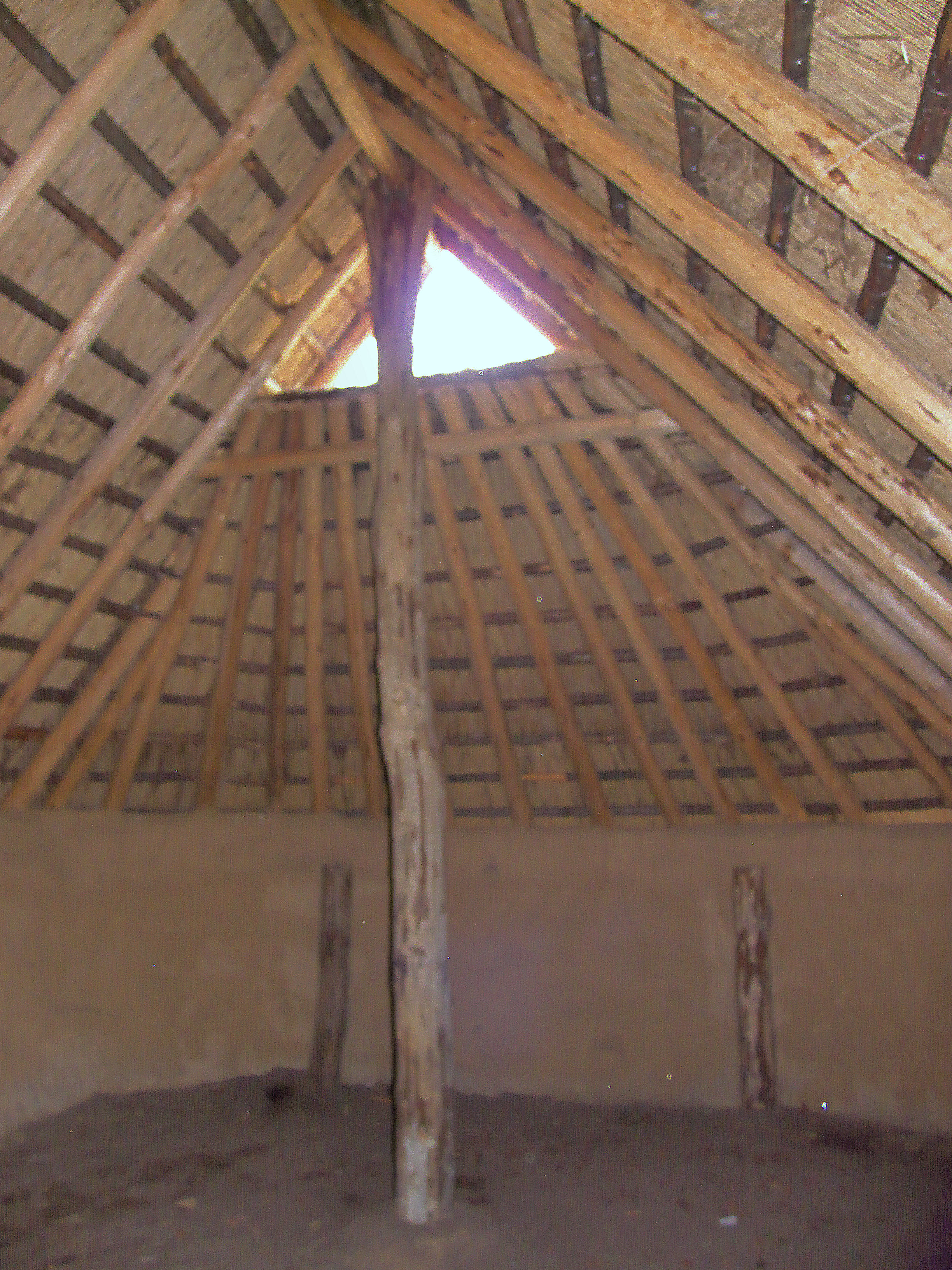
Woongedeelte
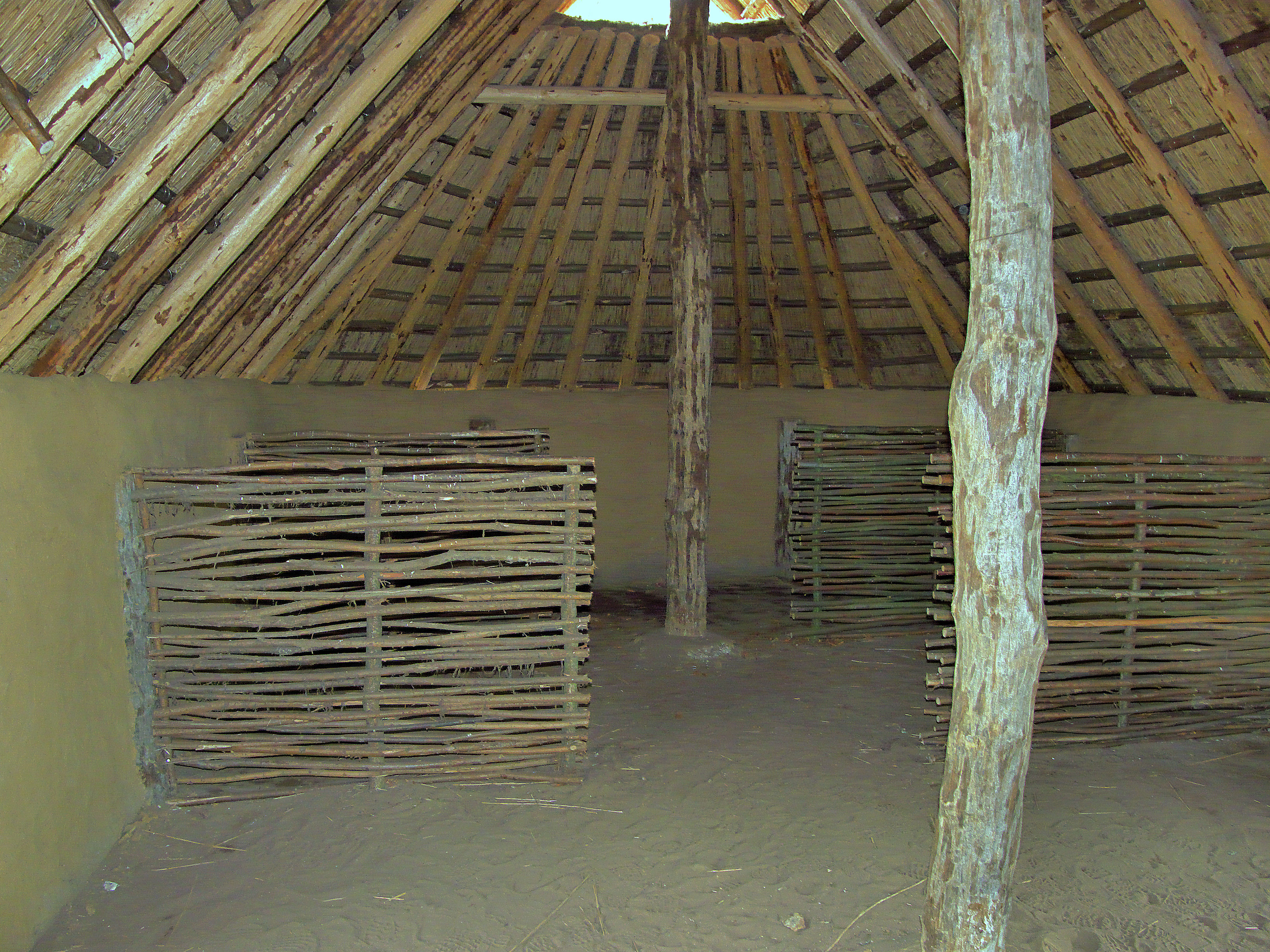
Stalgedeelte
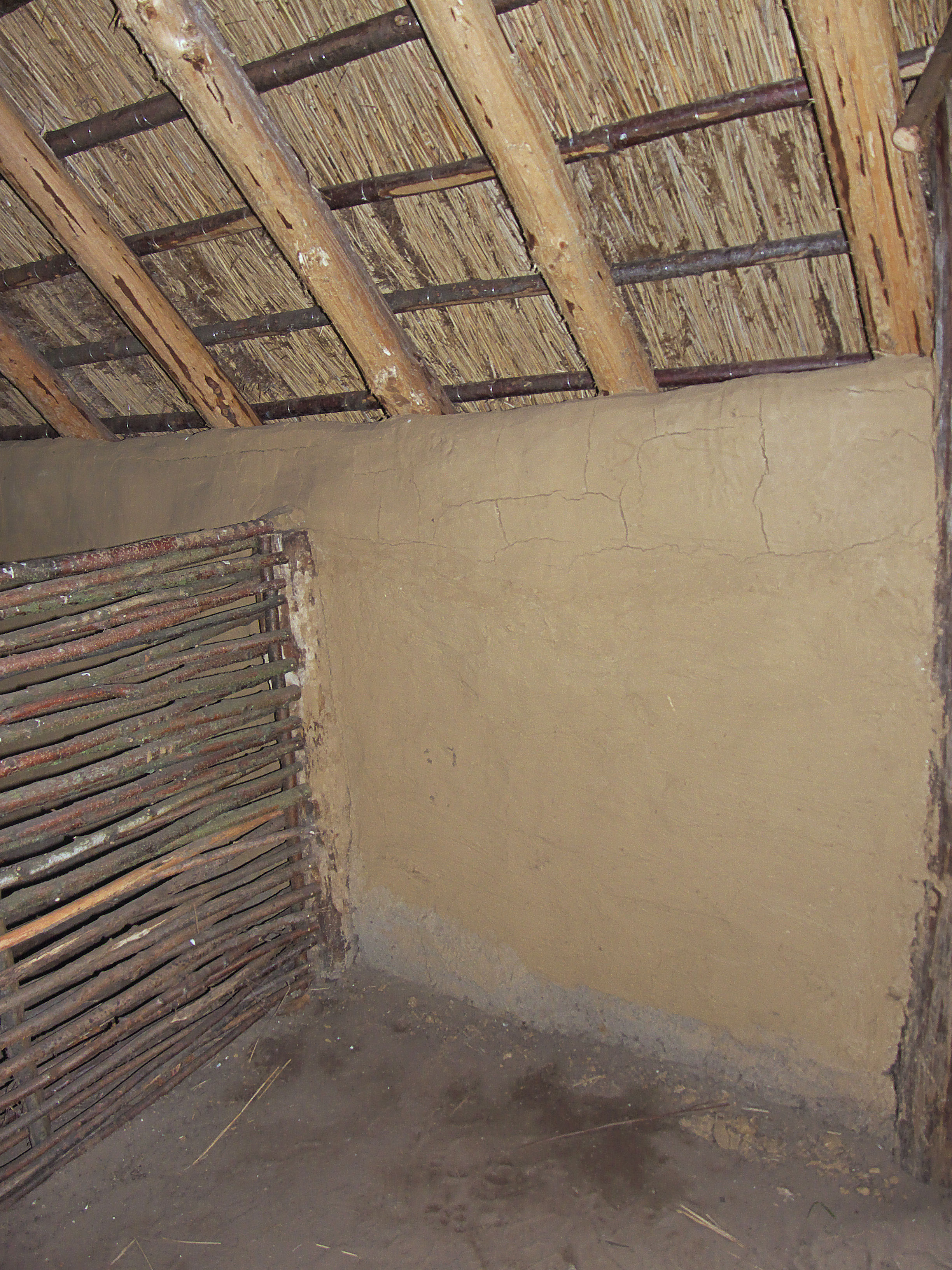
Lemen wand